# سونغ هي كيو
سونغ هي كيو (بالكورية: 송혜교) (مواليد 22 نوفمبر 1982) هي ممثلة وعارضة كورية جنوبية، تعتبر من ابرز ممثلات الهاليو (الموجة الكورية) في أسيا، اكتسبت شهرة عالمية بأدائها في مسلسلات الدراما الكورية مثل الخريف في قلبي (2000)، وأل إن (2003)، فول هاوس، و في فصل الشتاء، تهب الرياح (2013)، أحفاد الشمس عام (2016).

## حياتها الشخصية
خطبت سونغ في يوليوز 2017 للممثل الجنوب كوري الشهير سونغ جنغ غي، الذي شاركها بطولة الدراما الكورية أحفاد الشمس. في 31 أكتوبر 2017 أعلن عقد قرانهما.
بعد سنة ونصف من زواجهما أعلن الثنائي انفصالهما بسبب اختلافات في شخصيتهما. في 27 يونيو 2019 أعلنت المحكمة طلاقهما وفي 22 يوليو 2019 تم إنهاء وساطة الطلاق بعد اتفاق الطرفين على احتفاظ كليهما بممتلكاته.

## الأعمال

### أفلام
| السنة | العنوان       | الدور          |
| ----- | ------------- | -------------- |
| 2013  | المعلم الأكبر | تشانغ يونغتشنغ |

### مسلسلات
| السنة     | العنوان                                  | الدور                 | م.     |
| --------- | ---------------------------------------- | --------------------- | ------ |
| 1995      | New Generation Report: Adults Don't Know | جزء بت                |        |
| 1996-1997 | First Love                               | طالبة                 |        |
| 1997      | Happy Morning                            | اوه يي بون            |        |
| 1997      | Beautiful Face                           | حزء بت                |        |
| 1997      | 70-minute Drama: When They Met           | اضافي                 |        |
| 1997      | One of a Pair                            | اضافي                 |        |
| 1997–1998 | Wedding Dress                            | حفيدة                 |        |
| 1998-1999 | Six Siblings                             | تشوي اون شيل          | [ 11 ] |
| 1998–2000 | Soonpoong Clinic                         | أوه هاي كيو           |        |
| 1998      | White Nights 3.98                        | هونغ جونغ يون (صغيرة) | [ 12 ] |
| 1998      | Deadly Eyes                              | أوه جونغ اه           |        |
| 1998–1999 | How Am I                                 | يي رين                |        |
| 1999–2000 | Marching                                 | سونغ هاي كيو          | [ 13 ] |
| 1999–2000 | Sweet Bride                              | كيم يونغ هي           | [ 14 ] |
| 2000      | الخريف في قلبي                           | تشوي اون سو           |        |
| 2001      | Hotelier                                 | كيم يون هي            | [ 15 ] |
| 2001      | Guardian Angel                           | جونغ دا سو            | [ 16 ] |
| 2003      | ال ان                                    | مين سو يون / أنجيلا   |        |
| 2004      | ضوء الشمس يتدفق                          | جي يون وو             | [ 17 ] |
| 2004      | منزل مليء بالحب                          | هان جي يون            |        |
| 2008      | عوالم داخل                               | جو جون يونغ           |        |
| 2013      | الشتاء العاصف                            | أوه يونغ              |        |
| 2016      | أحفاد الشمس                              | كانغ مي ايون          |        |
| 2018–2019 | لقاء غير متوقع                           | تشا سو هيون           |        |
| 2021–2022 | الآن، نحن نفترق                          | ها يونغ اون           | [ 18 ] |
| 2022–2023 | مجد الانتقام                             | مون دونغ اون          | [ 19 ] |

## الجوائز والترشيحات
| قائمة الجوائز والترشيحات         | قائمة الجوائز والترشيحات | قائمة الجوائز والترشيحات | قائمة الجوائز والترشيحات | قائمة الجوائز والترشيحات |
| الجائزة                          | الفئة                    | عن عمل                   | النتيجة                  | م.                       |
| -------------------------------- | ------------------------ | ------------------------ | ------------------------ | ------------------------ |
| الدورة 61 لجوائز بايكسانغ للفنون | أفضل ممثلة               | راهبات الظلام            | في الانتظار              | [ 20 ]                   |

## معلومات
1. ↑  ولدت سونغ هاي كيو في 22 نوفمبر 1981، في حين أن تاريخ ميلادها المسجل هو 26 فبراير 1982[3]؛ قررت كوريا الجنوبية اعتماد الطريقة الدولية لاحتساب الأعمار عوض طريقتها القديمة التي تحتسب عمر الجنين كذلك.[4][5]

## روابط خارجية
- سونغ هي-كيو على موقع IMDb (الإنجليزية)
- سونغ هي-كيو على موقع ألو سيني (الفرنسية)
- سونغ هي-كيو على موقع أول موفي (الإنجليزية)
- سونغ هي-كيو على موقع قاعدة بيانات الفيلم (الإنجليزية)
- سونغ هي-كيو على موقع كينوبويسك (الروسية)